# Devatkal, Shorapur
Devatkal là một làng thuộc tehsil Shorapur, huyện Gulbarga, bang Karnataka, Ấn Độ.